# Filipp Ivanovitj Brunnow

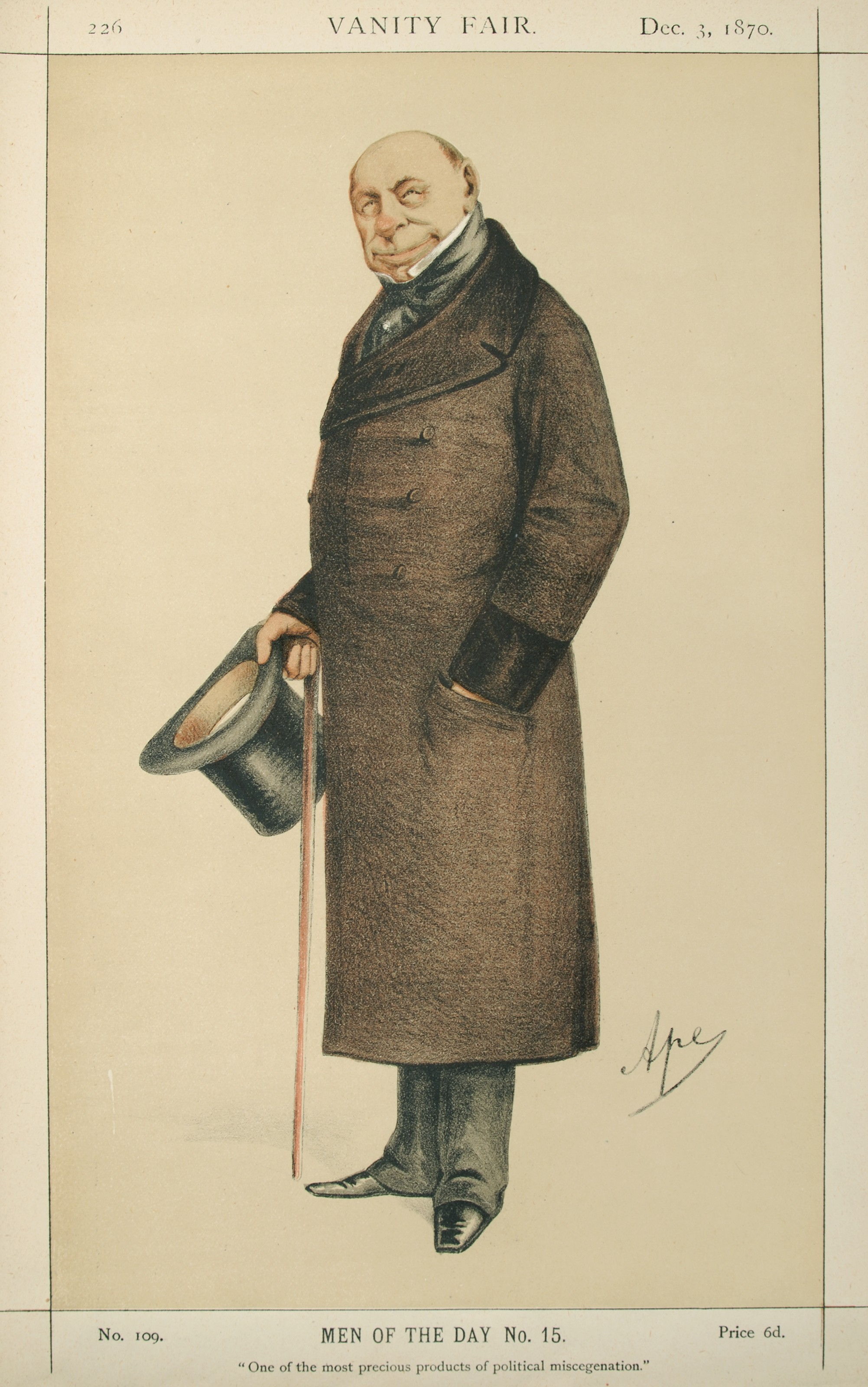
Filipp Ivanovitj Brunnow. Karikatyr i Vanity Fair 1870.

Filipp Ivanovitj Brunnow, född 31 augusti 1797 i Dresden och död 12 april 1875 i Darmstadt, var en rysk diplomat.
Brunnow var av en kurländsk släkt, och inträdde 1818 i rysk diplomattjänst. Han deltog i de stora europeiska kongresserna 1818-22 samt som civilkommissarie i turkiska kriget 1828-29. Efter medverkan vid fredsslutet blev han sekreterare i utrikesdepartementet, 1839 blev han ryskt sändebud i Stuttgart. 1840-1854 var han envoyé i London, och genomdrev 1840 års kvadruppelallians och den rysk-engelska sjöfartskonventionen 1849. 1850 uppträdde han som medlare i den engelsk-grekiska konflikten, deltog i Londonkonferensen rörande danska tronföljden 1852. Vid Krimkrigets utbrott 1854 kallades han tillbaka och var 1855 sändebud i Frankfurt am Main. 1856 var han rysk ombud på fredskongressen i Paris, och 1857 sändebud i Berlin, senare samma år i Paris, men var 1858 åter tillbaka i London, där han sedan blev kvar till 1874 förutom ett kort avbrott för tjänstgöring i Paris 1870-71. 1860 blev han ambassadör. Brunnow deltog i Londonkonferenserna 1864, 1867 och 1871, och sökte på den första förgäves hävda den danska monarkins integritet, men vann på den sista rörande Svartahavsfrågan en stor diplomatisk seger. Han erhöll 1871 grevevärdighet.

## Utmärkelser
- Riddare av Sankt Alexander Nevskij-orden
- Johanniterorden
- Sankt Stefansorden
- Januariusorden
- Hederslegionen
- Bayerska kronorden
- Nederländska Lejonorden
- Hessiska Ludvigsorden
- Dannebrogorden
- Nassauska Gyllene lejonets orden
- Frälsarens orden
- Sankt Annas orden, andra klass med briljanter
- Första klassen av Röda örns orden
- Vita örnens orden
- Sankt Annas orden, andra klass
- Sankt Annas orden, första klass
- Sankt Alexander Nevskij-orden
- Sankt Stanislausorden, första klassen
- Sankt Vladimirs orden, tredje klass
- Sankt Vladimirs orden, fjärde klassen
- Andreasorden
- Sankt Vladimirs orden, första klassen
- Lejon- och solorden

[Redigera Wikidata]